# クラスマッチ
クラスマッチとは、主に中学校、高等学校で行われる学校行事の一種。球技種目がメインとなるため、単に球技大会、スポーツ大会など。

## 概要
実施は、年度に1回かもしくは学期ごとに1回(年度に2、3回)の頻度で行われる。実施時間は通常、始業から終業時間まで、1日を通して行われる。総当り戦の実施や種目数の関係から2、3日の日程を組む場合もある。
競技結果の単位は学級（クラス）であり、複数種の競技結果を総合的に点数化し、優劣を競う。通常、学年を超えた縦割りの団体戦ではなく、学年別に閉じた横割りで競技が実施される。
行われる競技は、主に体育の授業で実施される球技種目が中心となる。バスケットボール、バレーボール、サッカー、野球、ソフトボール、ドッジボール、卓球、柔道、創作ダンス、二人三脚などがあげられる。
競技を実施するに向けての事前準備が比較的面倒であり、体育祭（運動会）などにくらべ、開催回数や複数日程を設定しやすい。クラスマッチ・球技大会が開催されていることを理由に体育祭の実施を取りやめた中学校・高等学校もある。
一方で（体育館やグラウンドなど複数の会場で競技を行う際など）同時間帯に複数の競技が行われる場合、時間が重なってしまうこともある。

## 実施の目的
保護者などが参加する場合もあるイベント色が強い体育祭（運動会）とは異なり、体育授業の延長上にある学校内部の競技大会として実施される。親善交流などを目的として、2校以上で合同実施される場合も稀にある。
在学生などにとっては、大きなイベントのひとつである。クラス単位でのスポーツを通した団体活動により、級友との交友を深める意味合いを持つ。
一方で体育祭と同様に、体育の苦手なものにとってはクラスの足を引っ張ることにつながり、苦痛を伴う行事である。
識別のため単位ごとにチームカラーが割り当てることが多く、その色の鉢巻・バンダナを手作りで作ったり、Tシャツをオーダーメイドするなど、チームとしてのユニフォームを用意する場合がある。

## 付随する問題
競技を通じて、学級という身近な集団関係をより強固にすることが多い。このため、終わったのちには打ち上げが行われることがままある。中には、カラオケなどの遊戯のほか、深夜の徘徊、飲酒（盛り場での酒宴）などが行われることがあるため、教員が巡回を実施するなどの対応が必要となる。ときには、飲酒をさせた居酒屋などとともに警察に逮捕・補導され、マスコミに取り上げられる事例もある。

## 題材とした作品
- 僕と彼女の××× - 主人公の秘密が球技大会をきっかけに親友にばれたため、話がややこしくなる。